# Мережа розробників Майкрософт
Мережа Розробників Майкрософт (англ. Microsoft Developer Network, MSDN) це частина компанії Майкрософт, яка відповідає за співробітництво компанії з громадою розробників програмних продуктів на базі власних розробок.

## Для кого призначається MSDN
MSDN розроблено і підтримується для різнофахових розробників: розробників електронних контролерів («заліза») для персональних комп'ютерів, зацікавлених в операційній системі, розробники програмного інтерфейсу API і скриптів. Взаємодія з дописувачами МРМ відбувається такими засобами: вебпортал, електронна розсилка пошти, конференції розробників, мас медіа, блоги і диски DVD.

## Інформаційний сервіс
Головна увага такого сервісу до останньої технології Майкрософт .NET, хоча, також дописувачам надається остання інформація в інших продуктах програмування Майкрософт. Багато ресурсів є безкоштовними до завантаження для дописувачів тоді як деякі можна отримати звичайною поштою.
Залежно від статусу дописувача, можна отримати ранні версії операційної системи або інші продукти Майкрософт (Майкрософт Офіс, Visual Studio, інш.).
Майкрософт також провадить багато конференцій для розробників у своєму Редмонд кампусі у яких можуть брати участь дописувачі МРМ.
Деякі університети є колективними дописувачами МРМ у межах програми MSDN Academic Alliance, яка надає доступ до мережі студентам комп'ютерної спеціалізації.

## MSDN Magazine
Майкрософт випускає журнал щомісячник MSDN Magazine. Спочатку журнал називався Microsoft Systems Journal.